# 鑑定人
鑑定人（かんていにん）とは、訴訟などにおいて一定分野の専門的知見に基づき意見を述べる人をいう。
1. 訴訟法上の鑑定人。以下で記述。
2. 港湾運送事業法上の鑑定人。以下で記述。
3. 交通事故鑑定人。当該項目を参照。
4. 損害保険登録鑑定人。当該項目を参照。
5. その他、鑑定士を参照。

## 訴訟法上の鑑定人
証人との地位の違いが問題になるが、証人は自己が過去に見聞きした出来事をありのままに語ることが要求される（違反すると偽証罪）。また、証人の中でも、専門的学識経験をもつ者が認識しえた具体的事実について供述する場合に、特にこの者を鑑定証人という。これに対し、鑑定人は、一定の事実につき自己が過去に得てきた学識経験など専門的知見に照らした判断を述べることが要求される。つまり鑑定人は裁判官の心証形成作業を一部補完する役割を持っている。ただし、裁判官の独立の精神や自由心証主義の帰結により、裁判官は、専門家である鑑定人の判断に必ずしも拘束されるわけではない。

## 港湾運送事業法上の鑑定人
鑑定人とは、船積貨物の積み込みの際に、貨物の状態を確認し、海上輸送に適した梱包、積み方であるかを確認、また、港湾での運送作業中に貨物に損害が生じた場合に貨物の損害の調査、原因の鑑定をする業務（鑑定）を行う者。
かつては港湾運送事業法に定めがあり、研修を受講し、認定総合テストに合格したうえ、国土交通省の地方運輸局が備える鑑定人登録簿に登録を受ける必要があったが、日本の港湾・海運業の競争力強化の為の規制緩和の一環として平成17年11月1日に法改正により登録制度は廃止された。
平成18年5月15日から鑑定事業を行う事業者の事業の許可基準として一定の知識・技能を有する鑑定人を最低限3名保有（雇用）することとなった。
- 検数事業等に使用される検数人は次の各号のいずれかに該当する者であること。

1.検数事業等の業務に関して1年以上の実務経験を有する者
2.別途定める検数事業等の知識技能に関する学科研修及び実務研修を修了した者
海事に関する一般教養10.5時間、検数専門科目4時間、実務研修60日が定められている。
3.所定の教育訓練機関が行う3ヶ月以上の検数事業等の知識技能に関する研修を修了した者
所定の教育訓練機関には「海事検査人養成協議会」が指定されている。